# Кірю

Кірю на карті префектури Ґумма

36°24′19″ пн. ш. 139°19′50″ сх. д. / 36.40528° пн. ш. 139.33056° сх. д.
Кірю́ (яп. 桐生市, きりゅうし, МФА: [kʲiɾʲuː ɕi̥]) — місто в Японії, в префектурі Ґумма.

## Короткі відомості
Розташоване на сході префектури. Виникло на основі середньовічних поселень, що спеціалізувалися на шовківництві. З XIV століття було вотчиною самурайського роду Кірю. Протягом раннього нового часу перебувало під контролем сьоґунату Токуґава. Отримало статус міста 1 березня 1921 року. 13 червня 2005 року поглинуло сусідні села Ніїсато та Курохоне. Основою економіки є текстильна промисловість. Традиційні ремесла — виготовлення парчі, шовкового крепу та тканин з родовими монами. Станом на 1 жовтня 2007 площа міста становила 274,57 км². Станом на 1 серпня 2008 населення міста становило 123 888 осіб.

## Освіта
- Ґуммівський університет (додатковий кампус)

## Персоналії
- Мацуда Наокі, футболіст.
- Осімі Сюдзо, манґака[4].